# Албан Берг
Албан Берг (на немски: Alban Berg) е австрийски композитор. Един от най-значимите представители на музикалния експресионизъм и на Нововиенската композиторска школа.

## Биография
Албан Берг е роден на 9 февруари 1885 година във Виена, Австрия в заможно търговско семейство. На 15-годишна възраст преживява смъртта на баща си. Берг се откроява като многостранно надарен ученик с интереси към литературата и музиката. Взима уроци по пиано и на 16 години започва да композира песни, които изпълняват брат му и сестра му.
През октомври 1904 г. в Neue Musikalische Presse е обявен курс по композиция на 30-годишния Арнолд Шьонберг. Братът на Албан Берг – без негово знание – представя на Шьонберг тези песни и композиторът проявява готовност да приеме в курса си младежа. След края на курса Шьонберг продължава да дава частни уроц на Албан Берг – безплатно, понеже няма доходи, а майка му печели твърде малко, за да осигури на сина си обучение като композитор. През следващата година майката получава богато наследство след смъртта на своята сестра и то ѝ дава възможност години наред да подкрепя материално децата си.
На 13 септември 1914 г. Арнолд Шьонберг отпразнува своя 40-и рожден ден и Албан Берг му посвещава своите почти завършени „Три оркестрови пиеси, оп. 6“; те обаче не може да бъдат изпълнени, защото два месеца по-рано е започнала Първата световна война.
От август 1915 до ноември 1918 г. Албан Берг е в австрийската армия, но поради астмата си служи не на фронта, а като писар във военното министерство във Виена. Още през 1915 г. Берг работи над текста на първата си опера „Воцек“, която завършва през 1917 г. въз основа на драмата „Войцек“ от Георг Бюхнер.
След Първата световна война Албан Берг преподава композиция и подпомага Арнолд Шьонберг при ръководеното на Дружеството за частни музикални изпълнения. През 1921 г. завършва окончателно „Воцек“ и през следващата година излиза клавирното извлечение.
През юни 1923 г. в рамките на Австрийската музикална седмица в Берлин са изпълнени две от трите оркестрови пиеси на Берг, а през август по време на Международния фестивал за камерна музика в Залцбург е изпълнен с голям успех „Първи струнен квартет“ на Албан Берг, композиран 12 години по-рано.
През юни 1924 г. са изпълнени във Франкфурт „Три фрагмента от операта Воцек“, а в Австрия Албан Берг получава Художествената награда на град Виена.
Световната премиера на операта „Воцек“ е на 14 декември 1925 г. в Берлин под палката на диригента Ерих Клайбер. През следващите години операта жъне големи успехи, както в Германия, така и в Русия и САЩ. През 1932 г. Берг придобива каща в Ауен (Каринтия), където живее през по-голямата част от годината и там може да твори на спокойствие.
След вземането на властта в Германия от Адолф Хитлер Арнолд Шьонберг емигрира в САЩ, а музиката на Албан Берг също е заклеймена като „еврейска“. Много оперни театри вече не се осмеляват да поставят „Воцек“ и това се отразява зле на материалното положение на композитора. Неговото физическо състояние също се влошава.
През 1935 г. Албан Берг композира известния си „Концерт за цигулка“, посветен „На паметта на един ангел“ – за рано починалата дъщеря на архитекта Валтер Гропиус и Алма Малер.
Както при операта си „Воцек“, Албан Берг съставя сюита „Симфонични пиеси от операта Лулу“, състояща се от пет вече композирани части. Произведението е изпълнено за първи път през декември 1935 г. във Виена. Няколко дни по-късно композиторът е настанен в болница с диагноза остра фурункулоза и умира от сепсис през нощта на 24 декември.

## Творчество
Музиката на Албан Берг съчетава влияния от Густав Малер и Арнолд Шьонберг с тоналната му музика, а по-късно и с неговата дванадесеттонова техника. Шестте години, през които изучава теория и композиция при Шьонберг (1904–1910), в голяма степен го изграждат като професионалист, а в същото време под влиянието на учителя си и на своя близък приятел — писателя Франц Кафка, той става най-ярък привърженик на експресионизма в музиката.
Макар че самият Берг винаги се е смятал за „естествен продължител на правилно разбраната, добра стара традиция“, той спада към големите обновители на музиката през XX век. Творчеството му, някога силно оспорвано, в наши дни се числи към класическия модернизъм.

## Произведения
- Jugendlieder (1903/1908)
- Sieben frühe Lieder für eine Singstimme mit Klavier (1905/1908, revidiert und instrumentiert 1928)
- op. 1 Klaviersonate (1907/1908, revidiert 1920)
- op. 2 Vier Lieder für eine Singstimme mit Klavier (1908/1909, revidiert 1920)
- op. 3 Streichquartett (1910, revidiert 1924)
- op. 4 Orchesterlieder nach Ansichtskarten von Peter Altenberg (5 Lieder) (1912)
- op. 5 Vier Stücke für Klarinette und Klavier (1913)
- op. 6 Drei Orchesterstücke (1914)
- op. 7 Wozzeck, Oper in 3 Akten (15 Szenen) (1917/1922)
- Kammerkonzert für Klavier, Geige mit dreizehn Bläsern (1923/1925)
- Schließe mir die Augen beide, zwei Vertonungen eines Gedichtes von Theodor Storm für eine Singstimme und Klavier (1907 und 1925)
- Lyrische Suite für Streichquartett (1925/1926)
- Der Wein, Konzertarie mit Orchester nach dem gleichnamigen Gedichtzyklus aus Les fleurs du mal von Baudelaire in der deutschen Übertragung von Stefan George (1929)
- Lulu, Oper in 3 Akten (1929/1935)
- Violinkonzert „Dem Andenken eines Engels“ (1935)

## Признание
- През 1969 г. е наречена на него улица във Виена.
- През 1971 г. е основан светевноизвестният струнен Квартет Албан Берг.
- През 1990 г. е наречен на него астероид 4528.
- През 2016 г. пред Виенската държавна опера е открит паметник на Албан Берг.